# River Lugg
River Lugg är ett vattendrag i Storbritannien. Det ligger i riksdelen England, i den södra delen av landet, 180 km väster om huvudstaden London.